# ALI PROJECT
Ali Project (蟻プロジェクト, Ari Purojekuto), stylisé ALI PROJECT, est un groupe japonais de dark wave. Il est composé de Mikiya Katakura (composition, arrangement) et Arika Takarano (paroles, chanteuse).

## Histoire
Les Ali Project commencent leur carrière en 1988 sous le nom 蟻プロジェクト (ari project) avec l'album Fantastic Garden (幻想庭園, Gensō teien). Quatre ans plus tard, en 1992, ils modifient leur nom en Ali Project et intègrent une autre major, EMI Music Japan. Ils sortent alors le single Fall in love, maiden (恋せよ乙女, Koi-seyo otome). Ali Project joue son premier concert en 2008 aux États-Unis pendant le Sakura-Con de Seattle, à Washington.
Parmi leurs réalisations, on compte la bande sons d'animés comme .hack//Roots, Wish, Avenger, Maria-sama ga miteru, Clamp School Detectives, Another, Code Geass, Mai-HiME, Shigofumi, Princesse résurrection, Noir et Rozen Maiden ainsi que celle de Kamichama Karin et de Phantom: Requiem for the Phantom.
En novembre 2011, ils annoncent un nouveau single, Kyoumu densen, pour le 25 janvier 2012, qui servira de thème à l'anime Another. À la fin 2012, ils annoncent la sortie de leur DVD ALI PROJECT TOUR 2012 Shingi Gansaku Hakuran Kai le 9 janvier 2013, qui contiendra l'enregistrement du dernier concert de la tournée 2012, organisé au Nakano SunPlaza. Le 20 février 2013 sort le best-of Kaikai Kiki ALI PROJECT Ventennale Music, Art Exhibition. Il est disponible en deux éditions qui comprennent chacune 31 anciens morceaux ainsi qu'un nouveau, intitulé Kaikai Kiki. L'édition normale du best-of inclut un autocollant, tandis que l'édition limitée s'accompagne d'un Blu-ray.
Le groupe effectue une tournée en 2014, et publie le DVD Ryūkō sekai kansen TOUR le 10 décembre 2014. Toutes les chansons sont enregistrées pendant le concert donné le 13 septembre à Tokyo. Un mois plus tard, le 21 janvier 2015 sort leur nouvel album, Violetta Operetta, suivi par un concert spécial ALI PROJECT Gekkō soiree VIII le 25 janvier à Tokyo.
Le 29 mars 2017, le groupe publie son dernier single intitulé Himiko Gaiden en featuring avec JAM Project. Par la même occasion, le groupe annonce la sortie d’un best-of anniversaire pour le 21 juin 2017, ainsi que trois dates confirmées, le 25 juin à Chiba, le 13 juillet à Nagoya, et le 14 juillet à Osaka. Cette année marque également le 25 anniversaire du groupe depuis les débuts officiels de sa carrière.

## Discographie

### Albums studio
- 24/08/2016 : A-kyuu Kaigenrei (10 pistes édition limitée)
- 15/09/2015 : Kearaku no Susume (10 pistes)
- 21/01/2015 : Violetta Operetta (10 pistes)
- 27/08/2014 : Ryuko Seka (10 pistes édition limitée) (11 pistes édition normale)
- 11/09/2013 : Reijou Bara Zukan (10 pistes)
- 18/07/2012 : Gansakushi (10 pistes)
- 29/06/2011 : Les Papillons (10 pistes)
- 25/05/2011 : QUEENDOM (13 pistes)
- 29/09/2010 : Han Shin Nihonshugi (10 pistes)
- 17/03/2010 : Gothic Opera (10 pistes)
- 26/08/2009 : Poison (10 pistes)
- 10/12/2008 : Keikan Shinjin (Collection Single Plus) (13 pistes)
- 27/08/2008 : Kinsho (11 pistes)
- 12/12/2007 : Grand Final (10 pistes)
- 22/08/2007 : Psychedelic insanity
- 04/04/2007 : Sobikakei (12 pistes)
- 06/12/2006 : Romance (10 pistes)
- 26/07/2006 : COLLECTION SIMPLE PLUS (13 pistes)
- 08/03/2006 : Déjà Vu ~THE ORIGINAL BEST 1992-1995~ (14 pistes)
- 07/12/2005 : Kamigami no Tasogare (神々の黄昏) (11 pistes)
- 22/06/2005 : Dilettante (10 pistes)
- 23/06/2004 : étoiles(エトワール) (11 pistes)
- 23/04/2003 : Gekkou shikou shou (月光嗜好症) ~moonlight intoxication~ (10 pistes)
- 24/07/2002 : EROTIC & HERETIC (11 pistes)
- 25/07/2001 : CLASSICS (5 pistes)
- 25/04/2001 : Aristocracy (13 pistes)
- 04/08/2000 : Jamais vu (10 pistes)
- 21/11/1998 : Noblerot (13 pistes)
- 11/11/1996 : Gensou teien+1 (幻想庭園+1) (12 pistes)
- 06/12/1995 : Hoshi to tsuki no sonata (星と月のソナタ) (10 pistes)
- 16/02/1994 : DALI (10 pistes)
- 09/12/1992 : Gekka no ichigun (月下の一群) (10 pistes)
- 25/01/1988 : Gensou Teien (幻想庭園) - le jardin fantastique (11 pistes)

### Singles
- 21/10/2015 : Haramitsu no Renge (ending de Rakudai Kishi no Cavalry) (4 pistes)
- 24/07/2013 : Watashi no Bara wo Haminasai (opening de Rozen Maiden 2013) (6 pistes)
- 25/08/2010 : Katana to Saya (opening 2 de Katanagatari) (4 pistes)
- 14/07/2010 : Ranse Eroica (thème de Fate/EXTRA) (4 pistes)
- 21/10/2009 : Datenkoku Sensen (opening 1 de Tatakau Shisho: The Book of Bantorra) (4 pistes)
- 19/08/2009 : Senritsu no Kodomotachi (opening 2 de Phantom: Requiem for the Phantom) (4 pistes)
- 27/05/2009 : Jigoku no Mon (ending 1 de Phantom: Requiem for the Phantom) (4 pistes)
- 21/01/2009 : Rara Eve Shinseiki (opening de Sora wo Kakeru Shoujo) (4 pistes)
- 19/11/2008 : Kitei no Tsurugi (opening de Kurogane no Linebarrels) (4 pistes)
- 30/07/2008 : Waga Routashi Aku no Hana (ending 2 de Code Geass R2) (4 pistes)
- 23/01/2008 : Kotodama (opening de Shigofumi) (4 pistes)
- 23/05/2007 : Ankoku tengoku (opening de Kamichama Karin) (4 pistes)
- 06/12/2003 : Baragoku Otome (opening de Rozen Maiden Overtüre) (4 pistes)
- 25/10/2006 : Yuukyo seishunka (ending 1 de Code Geass) (4 pistes)
- 24/05/2006 : Boukoku kakusei catharsis (亡國覚醒カタルシス) (ending de .hack//Roots) (4 pistes)
- 26/10/2005 : Seishoujo ryouiki (聖少女領域) (opening de Rozen Maiden Träumend) (4 pistes)
- 08/06/2005 : Ashura hime (阿修羅姫) (opening du jeu Mai-HiME - unmei no keitouju) (4 pistes)
- 24/12/2004 : Seigetsuya (星月夜) (5 pistes)
- 22/10/2004 : Kinjirareta asobi (禁じられた遊び) (opening de Rozen Maiden) (4 pistes)
- 25/08/2004 : Pastel pure ~ vocal version (opening de Maria-sama ga miteru) (4 pistes)
- 05/11/2003 : Gesshoku grand guignol (月蝕グランギニョル) (opening + ending de Avenger) (6 pistes)
- 23/05/2001 : COPPELIA no hitsugi (opening de Noir) (2 pistes)
- 21/10/1998 : LABYRINTH (3 pistes)
- 17/12/1997 : Wish Gift Box: Anniversary of Angel (5 pistes)
- 21/05/1997 : Pianii Pink (ピアニィ・ピンク) (Clamp School Detectives single) (4 pistes)
- 04/12/1996 : Wish (5 pistes)
- 01/07/1996 : Seigetsuya ~lucifer~ (星月夜～ルシファー第四楽章) (3 pistes)
- 18/10/1995 : Ame no Sonata -La Pluie- (雨のソナタ～ラ・プリュ) (3 pistes)
- 19/01/1994 : Venetian Rhapsody (ヴェネツィアン・ラプソディー) (3 pistes)
- 09/06/1993 : Arashi ga Oka (嵐ヶ丘) (3 pistes)
- 01/07/1992 : Koi Seyou Otome -Love story of ZIPANG- (恋せよ乙女) (3 pistes)

### Bandes son
- 21/09/2006 : .hack//ROOTS O.S.T. 2 (23 pistes)
- 28/06/2006 : .hack//ROOTS O.S.T. (18 pistes)
- 03/12/2003 : Avenger O.S.T. (20 pistes)
- 17/12/1997 : Clamp School Detectives 3 (CLAMP学園探偵団3) (15 pistes)
- 22/10/1997 : Clamp School Detectives 2 (CLAMP学園探偵団2) (35 pistes)
- 21/06/1997 : Clamp School Detectives 1 (CLAMP学園探偵団1) (23 pistes)
- 05/02/1997 : Music tracks from Wish (19 pistes)
- 22/01/1997 : Wish DRAMA ALBUM (5 pistes)
- 01/08/1996 : BIRTH OF THE WIZARD (21 pistes)
- 06/12/1995 : Midoriyama hi-school (緑山高校甲子園編オリジナルサウンドトラック盤) (30 pistes)